# 日本あんこ協会
日本あんこ協会（にっぽんあんこきょうかい、英称：Japan Anko Association 略称：JAA）は、あんこの普及振興を目的とした協会団体。

## 組織概要
2018年10月、現会長のにしいあんこにより創設。ミッションに「あんこを通じて世界平和を実現する」ことを掲げ、あんこを通じた地域振興、あんこを通じた人間愛の醸成、あんこを通じた人間教育を軸に活動を行っている。また、あんこの社会的地位向上を目的としたあんバサダーの育成、あんこやあんこスイーツの研究、あんことの食べ合わせ飲み合わせ品の研究や情報発信などを行う。

## 組織目的

### 協会のMission
あんこを通じて世界平和を実現する。

### 協会のVision
1. あんこを通じた地域振興ができる組織となる。
2. 皆が家族愛を想い出せるきっかけとなる組織となる。
3. やりたいことをやって生きている組織となる。また皆のその模範となる。

### 協会のValue
1. 地域を興す手段があんこである。
2. 家族愛、人間愛を想い出すきっかけがあんこである。
3. やりたいことをやって社会貢献をする組織として尊敬の対象となる。

## 協会員推移
- 2018年10月 認定あんバサダー17名
- 2019年4月 会長のにしいあんこがTBSテレビ「マツコの知らない世界」出演
- 2019年11月 認定あんバサダー1000名を超える。
- 2020年5月 認定あんバサダー3000名を超える。（コロナショックによる全国的な外出自粛がきっかけであんこレシピ公開。協会員数が爆発的に伸びることとなる。[2]）
- 2024年1月 認定あんバサダー10000名を超える。

## 主催イベント

### あんこ部
有名あんこ菓子の食べ比べを主とする一般参加可能の日本あんこ協会主催イベント。東京三大どら焼き、東京三大豆大福など、あんこ好きなら一度は食べておきたい有名あんこ菓子を食べ比べできる日本唯一のあんこ食べ比べイベントである。

### LOVE ANKO PEACE
全国的にはまだ知られていないが地方で支持を得る絶品あんこ菓子や進化系あんこスイーツなどをオンライン上で紹介しあうあんこファンのための懇談会。

### GoToあんこ
コロナショック下で開催がスタートしたオンラインイベント。LOVE ANKO PEACEのイベント形態を引き継ぎ、さらに北海道・東北エリア、関東エリア、甲信越エリア、中部東海エリア、関西エリア、中国四国エリア、九州沖縄エリアの計7エリアに分けて開催することが特徴。

### あんこ夜会
あんこを食べながら、あんこ愛について思い思いに語り合うオンラインイベント。協会員「あんバサダー」のみが参加できる夜会。あんこに対する”集団恋ばなトーク”のようなものとされている。

## 主な協力・後援・監修
- 品川プリンスホテル「和のアフタヌーンティーおこたであったか“あんフォンデュ”」（2025年1月）
- 博多阪急「あんの祭典」（2024年11月）
- 島根県津和野町「津和野あんこ旅ウォーク」（2024年11月）
- 高松琴平電気鉄道「ことでん瓦町FLAGあんこまつり」（2024年10月）
- 出雲菓子協会・平田菓子同業組合「出雲あんこ旅～雲州平田編～」（2024年9月）
- 剣淵町観光協会「けんぶちあんこフェスティバル」（2023年、2024年）
- 小田急百貨店新宿店「餡恋 - ankoi - 」（第一回2023年10月、第二回2024年10月）
- JR東日本エキュート大宮「あんこに恋して、お茶に癒されて。」（2023年5月～6月）
- JR東日本エキュート立川「あんこに恋して、お茶に癒されて。」（2023年5月～6月）
- 島根県津和野町「津和野あんこ旅」（第一回2023年3月、第二回2023年9月、第三回2024年10月）
- 小田急百貨店新宿店「☆あんこにトキメク☆スウィーツ博」（2022年）
- 岡山県倉敷市「あんたび１DAYサイクルラリーin真備」（2024年）
- 岡山県倉敷市「備中あんたび」（2022年）、「備中あんたび2」（2024年）、「備中あんたび3」（2025年）
- 三井アウトレットパーク、ジャズドリーム長島「あんこの祭典」（2022年）
- 大阪メトロ「あんこめぐり」（2022年）
- 阪急うめだ本店「時をかけるあん」（2018年、2019年、2020年、2021年、2022年、2024年）
- 日本橋三越本店「あんこ博覧会」（2019年）
- 札幌三越「あんこ博覧会」（2019年）
- ららぽーと海老名「I LOVE あんこ」（2019年）
- ららぽーと横浜「I LOVE あんこ」（2019年）
- 山梨県産業技術センター「食品開発講習会」（2019年）
- 山形屋「あんこ展　～お茶と器と」（2020年、2021年、2022年、2023年、2024年）
- JR東日本「高輪ゲートウェイフェスト」（2020年）
- 愛知県碧南市「碧南と＃花よりあんこスタンプラリー」（2021年、2022年、2023年）
- 前橋リビングラボβ「あんこもん」（2022年）
- よみうりカルチャーセンター
- 朝日カルチャーセンター